# Gillaumé
Gillaumé település Franciaországban, Haute-Marne megyében. Lakosainak száma 31 fő (2022. január 1.). Gillaumé Cirfontaines-en-Ornois, Échenay, Lezéville, Saudron és Bure községekkel határos.

## Népesség
A település népességének változása:
| Lakosok száma | 38   | 41   | 34   | 28   | 50   | 42   | 37   | 35   | 34   | 31   |
|               | 1968 | 1982 | 1990 | 2006 | 2013 | 2015 | 2017 | 2019 | 2020 | 2022 |